# Från mitt fönster
Från mitt fönster är ett album av Hasse Andersson, släppt 1991.

## Låtlista
1. "Du är så fin"
2. "Vilken tur"
3. "I främmande hav"
4. "Det var sångerna"
5. "Sommarbyn"
6. "Så länge vingarna bär"
7. "Lördagkväll"
8. "Från mitt fönster"
9. "Brev till min dotter"
10. "Var e natten?"
11. "Minnet av dig"